# تپه گل زرد ۳
تپه گل زرد ۳ مربوط به عصر مس - سده‌های میانه دوران‌های تاریخی پس از اسلام است و در شهرستان سلسله، بخش مرکزی، دهستان یوسف وند، ۶۰ متری غرب روستای گل زرد واقع شده و این اثر در تاریخ ۲۲ اسفند ۱۳۸۵ با شمارهٔ ثبت ۱۸۱۵۴ به‌عنوان یکی از آثار ملی ایران به ثبت رسیده است.